# 바다 (운영체제)

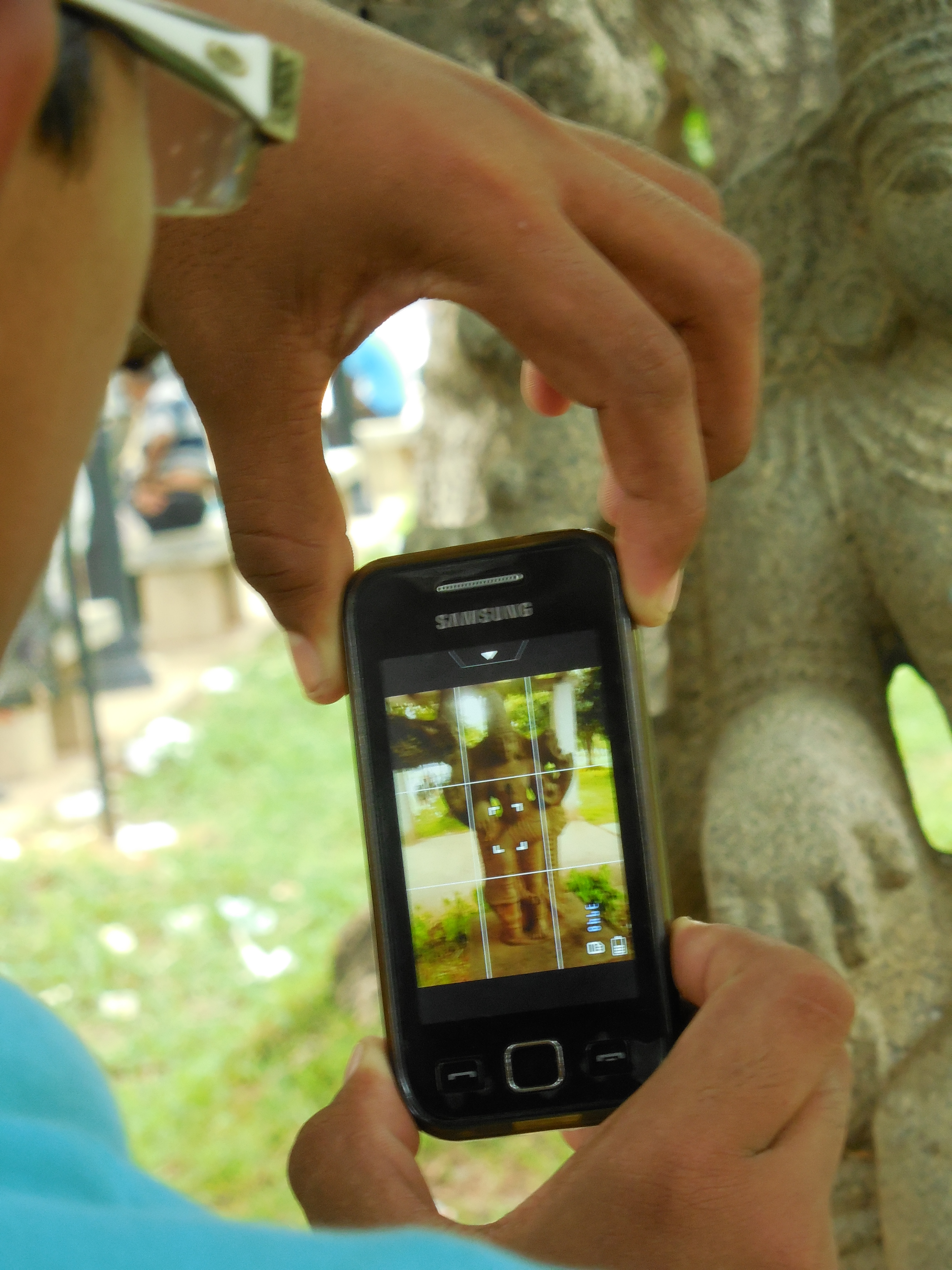
바다 1.0이 탑재되어 있는 삼성 WAVE 525 기기에서 사진을 촬영하고 있는 모습

바다(영어: bada)는 삼성전자가 스마트폰 탑재를 위해 개발하였던 모바일 플랫폼의 이름이다. 현재는 개발이 중단된 상태이다.
바다는 멘토 그래픽스사의 Nucleus RTOS 커널 또는 리눅스 커널을 기반으로 하며, OS 커널을 분리한 미들웨어 형태로도 탑재될 예정이었으나, 개발이 중단되었다.

## 구조
https://archive.today/HrALu/9f66a36415d9744bfd9029c9452bf67447e9319e.png

Architecture of bada
The bada architecture consists of the following four layers:
- Kernel

This layer contains either the real-time operating system or the Linux kernel, depending on device hardware configuration.
- Device
- Service
- Framework

삼성은 바다를 운영 체제 자체가 아니라, 독점 실시간 운영 체제 하이브리드(RTOS) 커널 또는 리눅스 커널을 사용할 수 있는 커널 구성 가능 아키텍처(kernel configurable architecture)를 갖춘 플랫폼으로 정의했다. 삼성 웨이브 S8500에 표시된 저작권에 따르면 FreeBSD, NetBSD 및 OpenBSD의 코드를 사용했다.

## 출시
삼성전자는 2009년 10월 10일, 차세대 플랫폼인 바다를 공식 발표하였으며, 동년 12월 8일, 영국 런던에서 열린 론칭 행사에서 바다 플랫폼에 대한 세부 내용을 발표하고, 바다 SDK를 협력사들에 공개하였다.
삼성전자 측에 따르면, 바다는 SNS, LBS, Commerce 등의 서비스를 활용한 새로운 서비스 개발이 가능하며, 개발자의 참여를 유도하기 위해 웹을 비롯하여 어도비 플래시 기반 애플리케이션을 지원한다. 또한, 삼성전자 고유의 풀터치스크린폰 사용자 환경인 터치위즈 기반의 새로운 인터페이스 탑재를 구현하였다고 밝혔다.
바다를 탑재한 기종으로 한국에는 웨이브 II와 웨이브 III가 출시되었으며, 외국에는 더욱 많은 기종(웨이브 M, 웨이브 Y 등)이 출시되어 있다.

## 점유율
2012년 11월 14일(현지시간) 시장조사업체 가트너에 따르면 3분기 바다 OS 탑재 규모는 505만대를 기록하며 세계 스마트폰용 OS 중에서 3% 점유율을 기록했다.

## 바다 2.0
바다 2.0은 바다의 최신 버전이다. 웨이브 3부터 기본 탑재되는 버전으로, 2011년 말부터 전 세계적으로 이전 기종에 대한 업그레이드가 진행되었다. 바다 2.0에서는 아이콘 배열이 이전의 3×4 배열에서 4×4 배열로 바뀌고, NFC(NFC, 와이파이 다이렉트), 제한없는 멀티태스킹, 푸쉬 기능의 향상, 라이브 패널, 폴더 기능, 바탕화면에 애플리케이션 바로가기, 클립보드, HTML5, 돌핀 브라우저 3.0 등의 기능이 추가되었다.
대한민국에서는 2012년 3월 15일 바다 2.0이 배포되어 웨이브 II에서 바다 2.0으로 업그레이드 할 수 있게 되었다.

## 바다 OS의 종료
2012년 1월 삼성은 바다를 미고와 리모가 통합된 타이젠과 통합 검토중이라 밝혔다. MWC 2013 하루 전인 2013년 2월 24일 스페인 바르셀로나에서 열린 기자간담회에서 삼성전자 홍원표 사장이 "바다 OS가 타이젠 OS에 흡수 합병되었다"고 함으로써 사실적으로 바다 OS의 개발 종료를 선언하였다.

## 같이 보기
- 삼성 웨이브
- 삼성 웨이브 II
- 삼성 웨이브525
- 삼성 웨이브 III
- 삼성 웨이브 M
- 삼성 웨이브 Y
- Nucleus RTOS
- 생성 예술

### 스마트폰 OS
- 안드로이드
- iOS
- 블랙베리 OS
- 윈도우 폰 7
- 타이젠